# 下托尔尼奥教堂
下托尔尼奥教堂（芬蘭語：Alatornion kirkko）是一座位于芬兰托尔尼奥市托尔尼奥河口的教堂。教堂所在的地方是北欧北极圈内最早建教堂的地方之一。该教堂及其四周被列为芬兰全国著名建筑文化景观之一。

## 教堂建筑

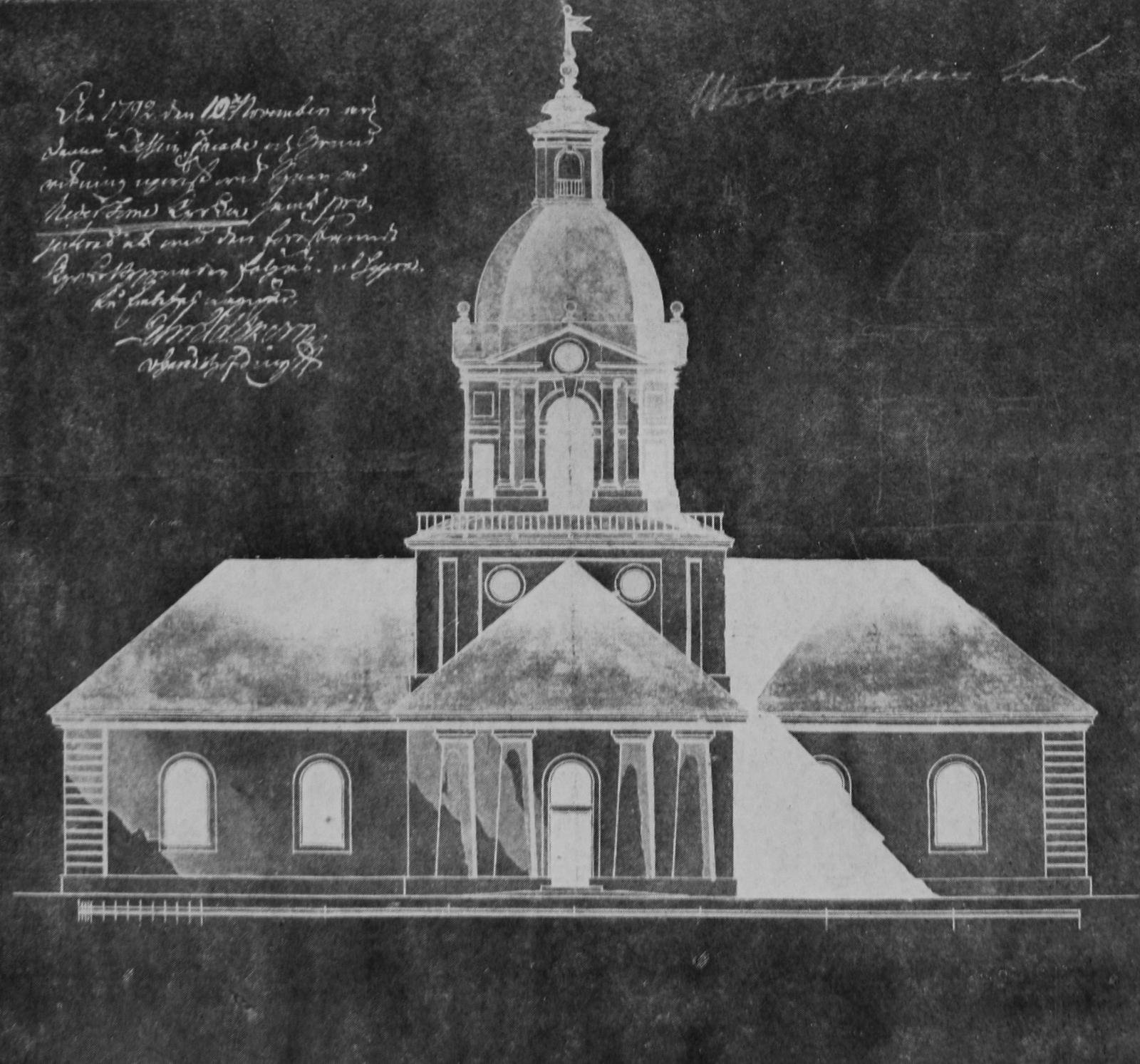
雅各布·赖夫在1792年所画的教堂设计图纸

早在13世纪初时就在教堂所处的地方建立了第一座教堂。据可靠的记载，最迟至1316年该地方有一座木制教堂。下托尔尼奥教堂现今的建筑是在1794至1797年间建造的。教堂的东殿是建在16世纪中世纪的石头教堂上的。该教堂在过去几世纪以来是拉普兰托尔尼奥大区的中央教堂。
包括管风琴阁楼的座位在内教堂里共有1700个座位。
教堂现今的结构是由教堂工匠雅各布·赖夫扩建的。该教堂是芬兰18世纪下半叶典型的教堂建筑。在平面图上教堂成十字架形状，十字架中央正方形的上方为中心塔。也许值得一提的是，在教堂外部没有放置十字架。在设计上，下托尔尼奥教堂跟赖夫设计的另外一个谢莱夫特奥教堂有很多相似的地方。两个教堂的风格都受到位于瑞典斯德哥尔摩的阿道夫·弗雷德里克教堂的影响。左殿外墙上刻有瑞典语文字（中译为：扩建于古斯塔夫四世·阿道夫在位时的1797年）。
塔上原有一个龙头形状的风向标，但在1860年时被取下，现在还存放在教堂的地下室里。

## 钟塔
教堂的钟塔里有一个属于联合国教科文组织世界遗产名单上的斯特鲁维测地弧的测量点，1842年时曾在这里测量过。测量时所留下的一些雕刻痕迹依然可以在钟塔的内墙上看到。

## 图库

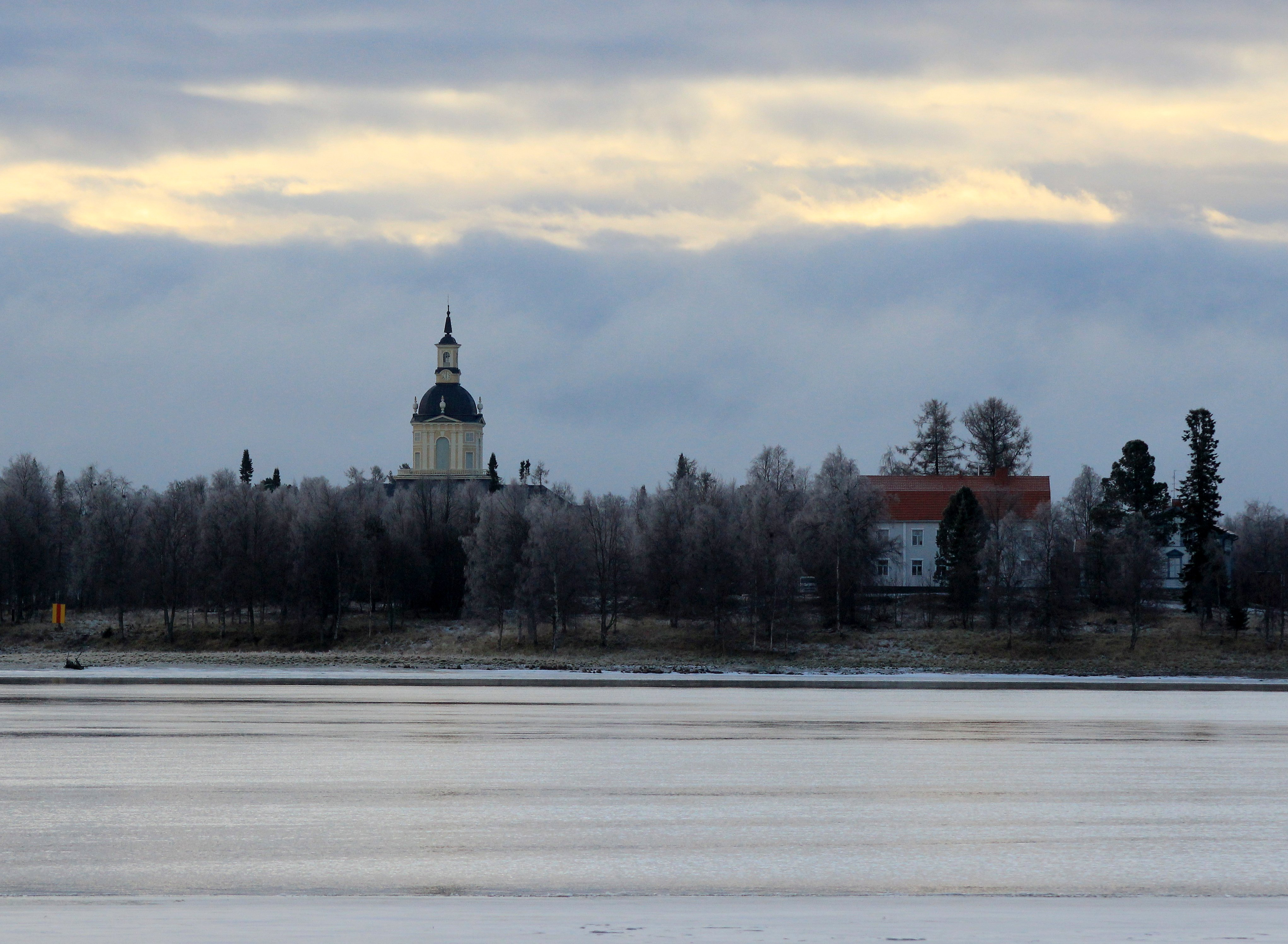
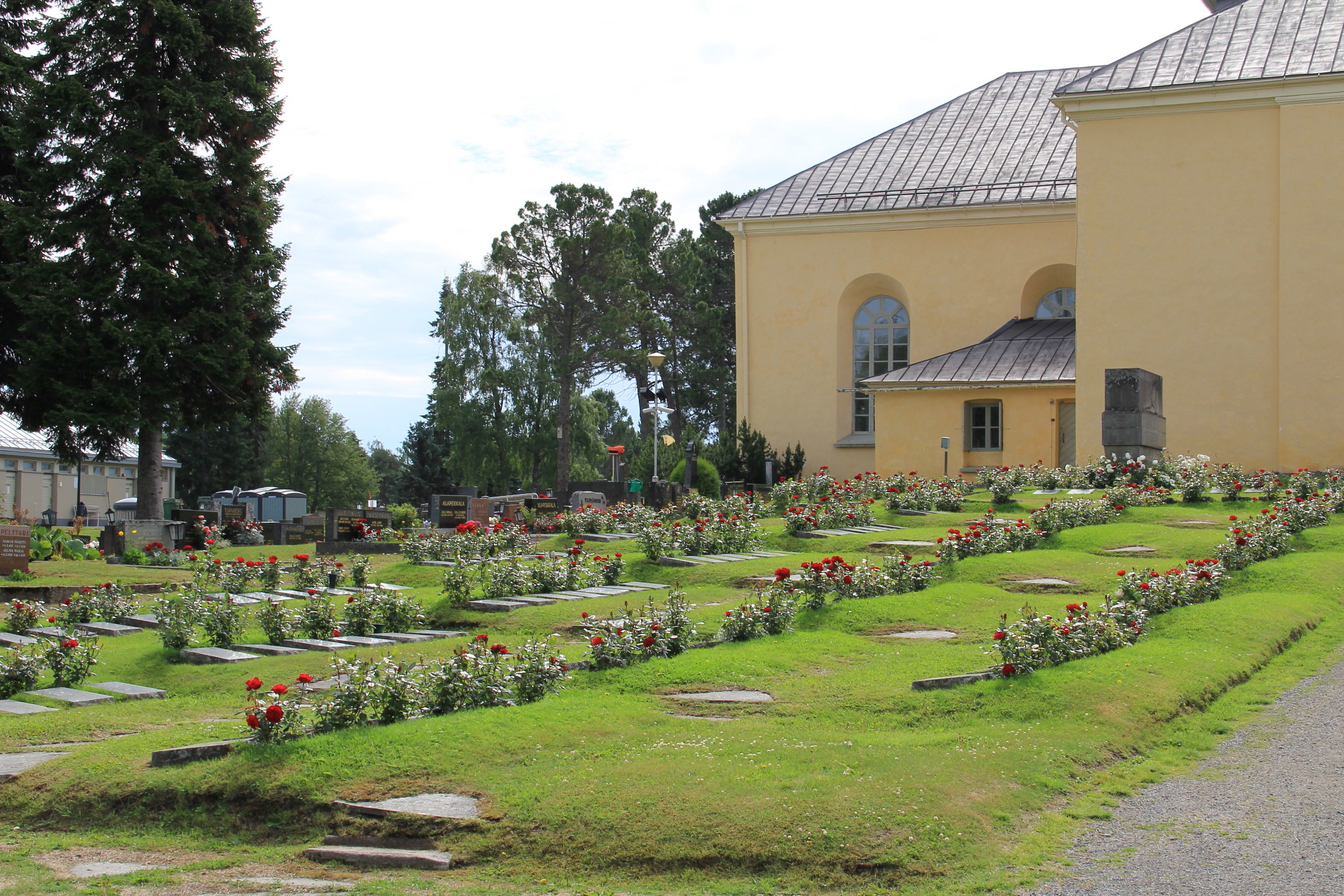
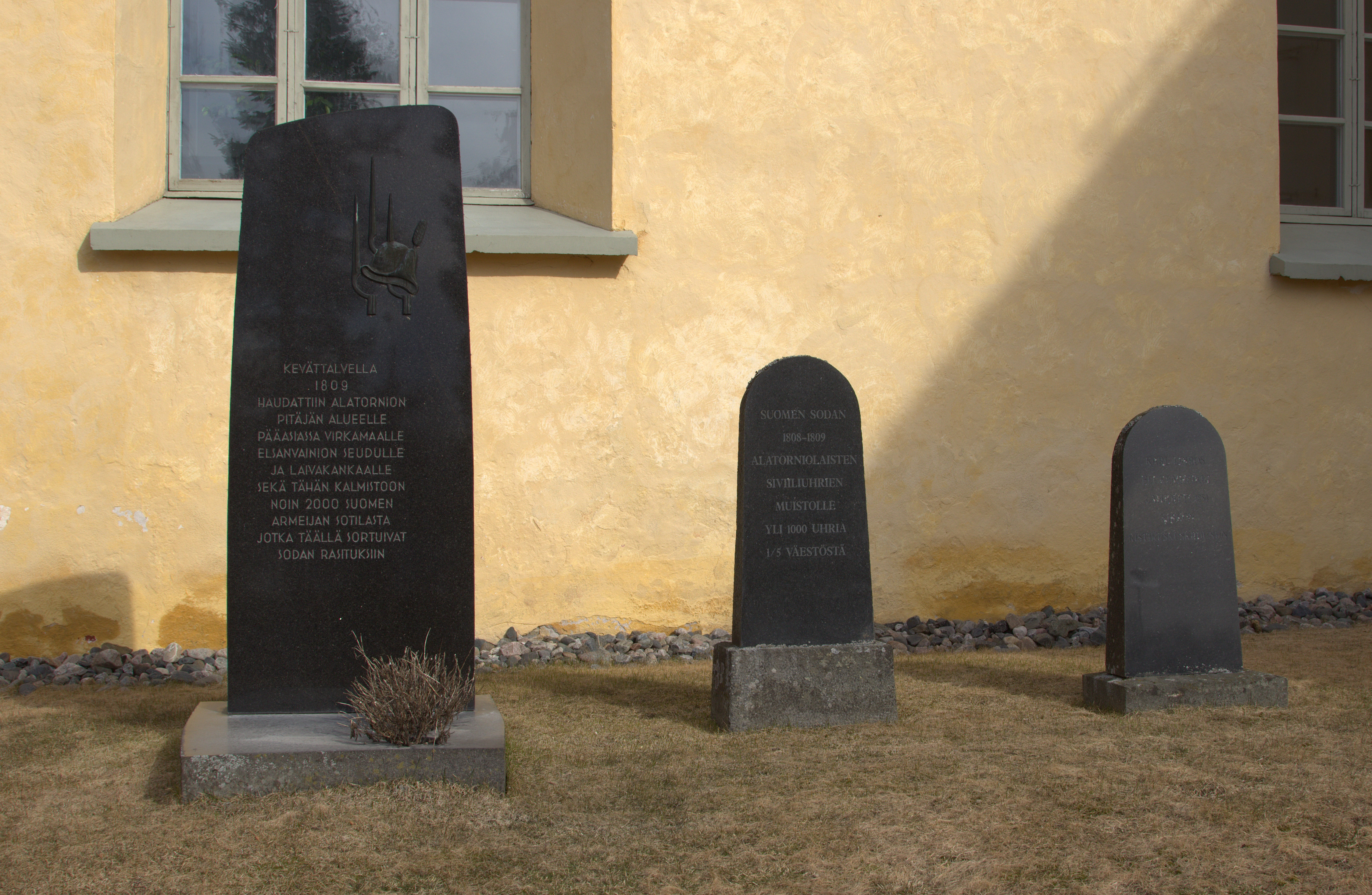
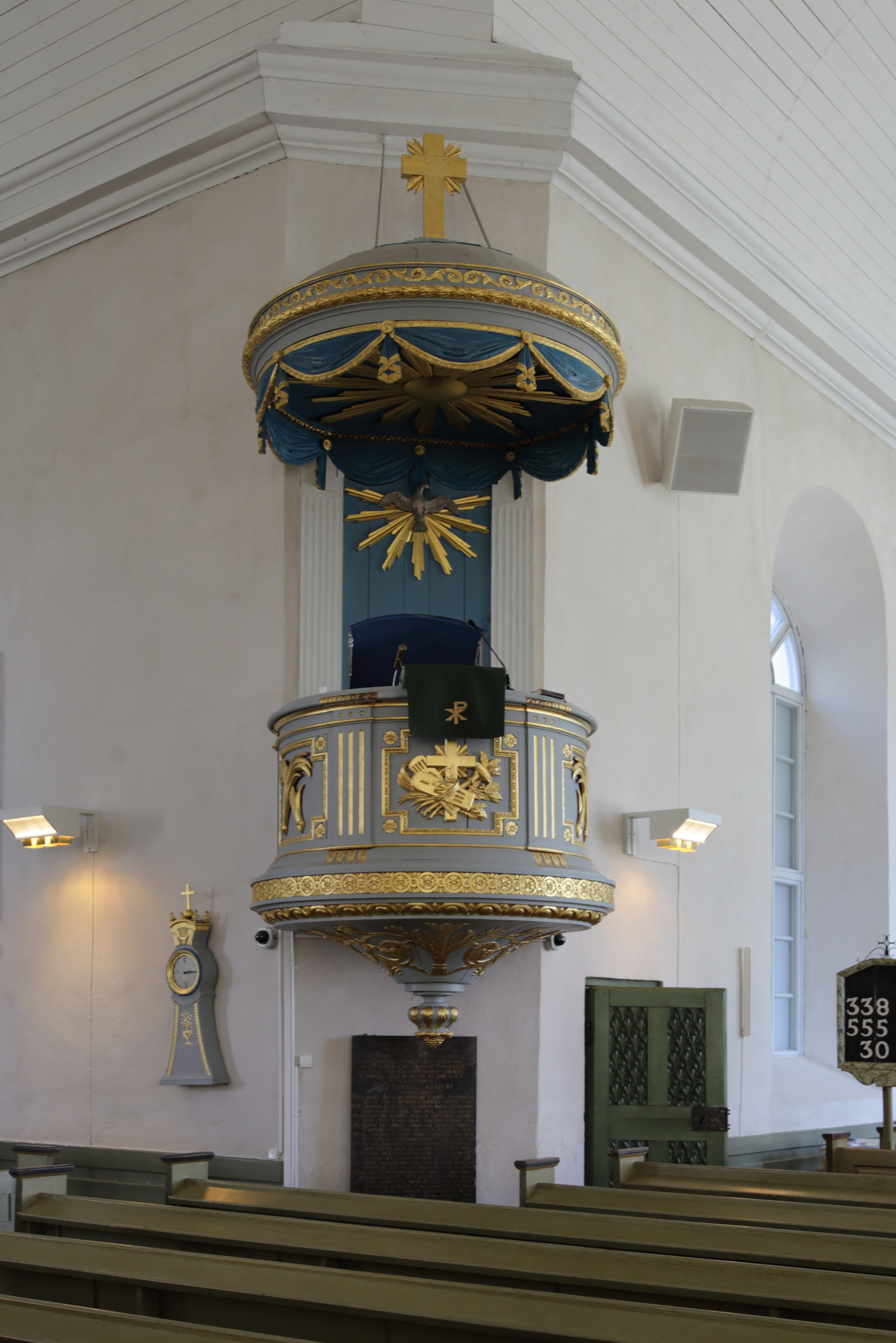
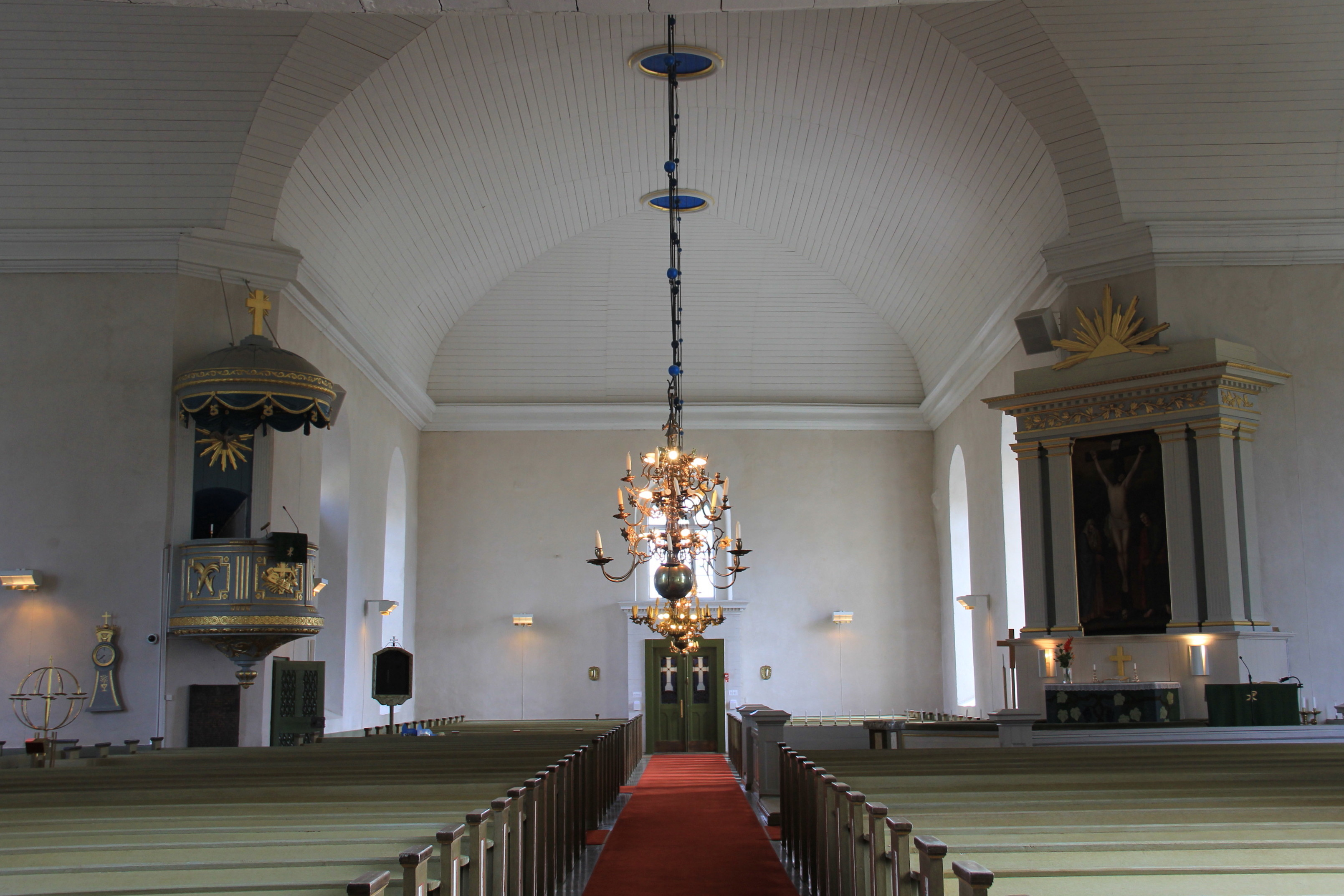
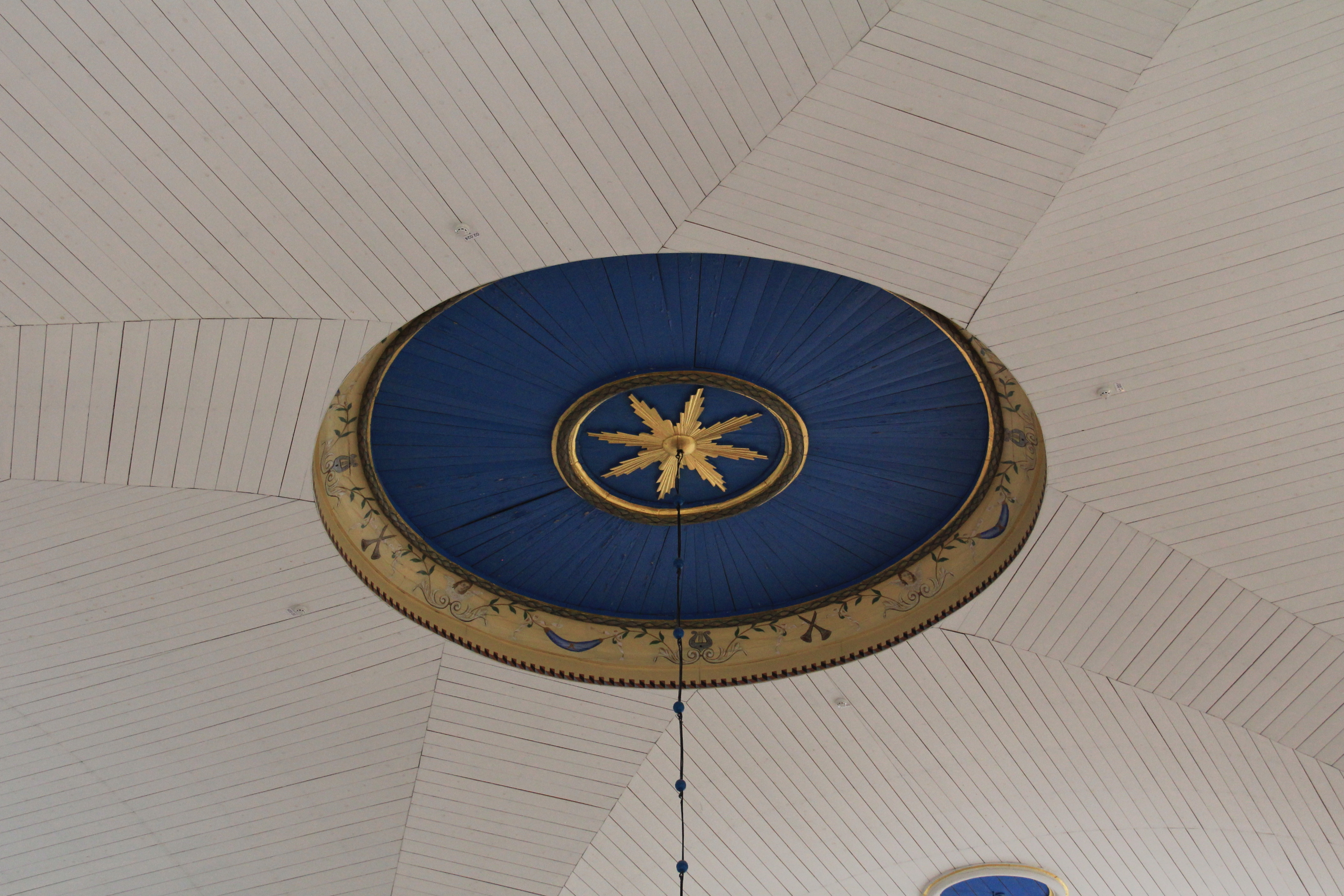
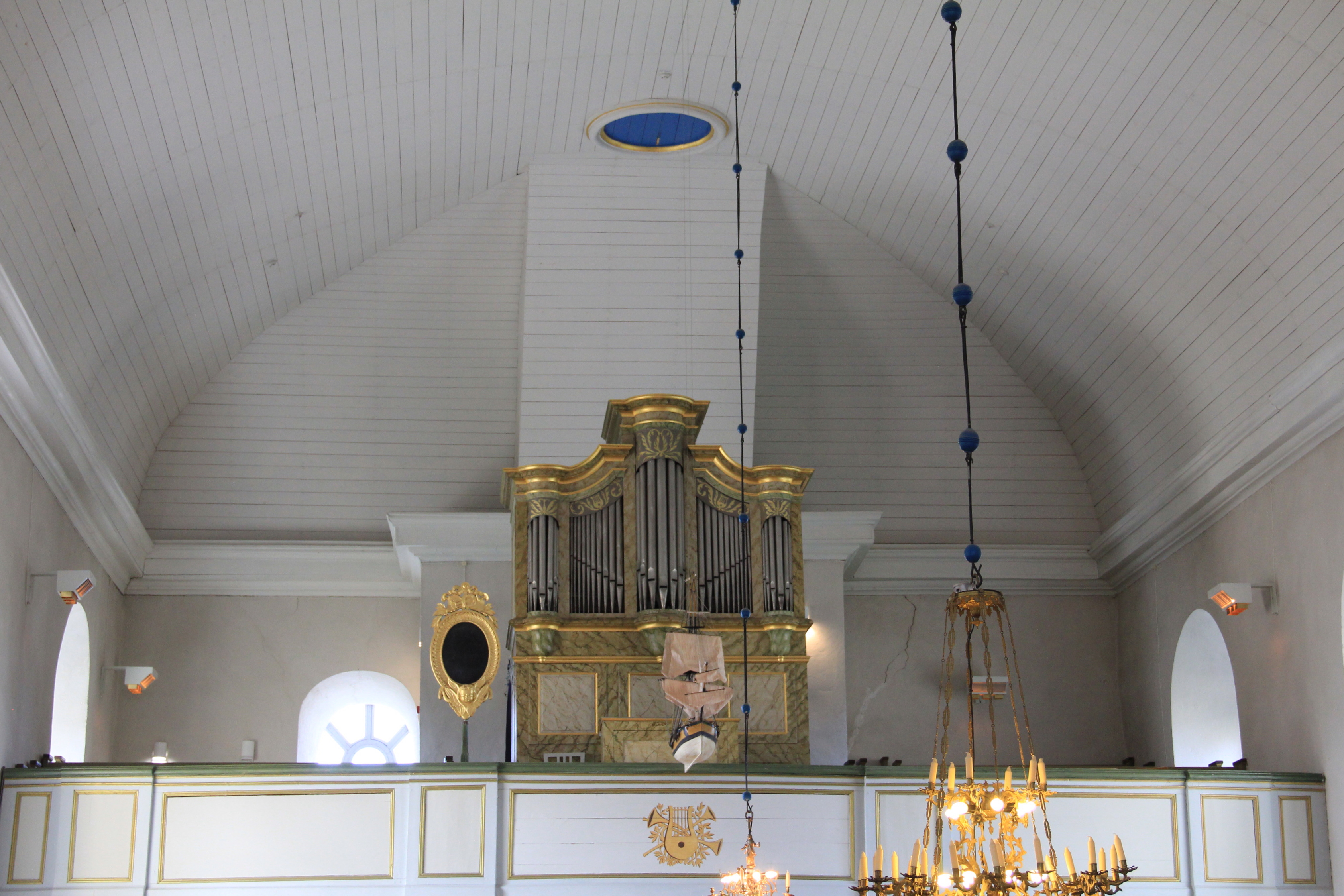
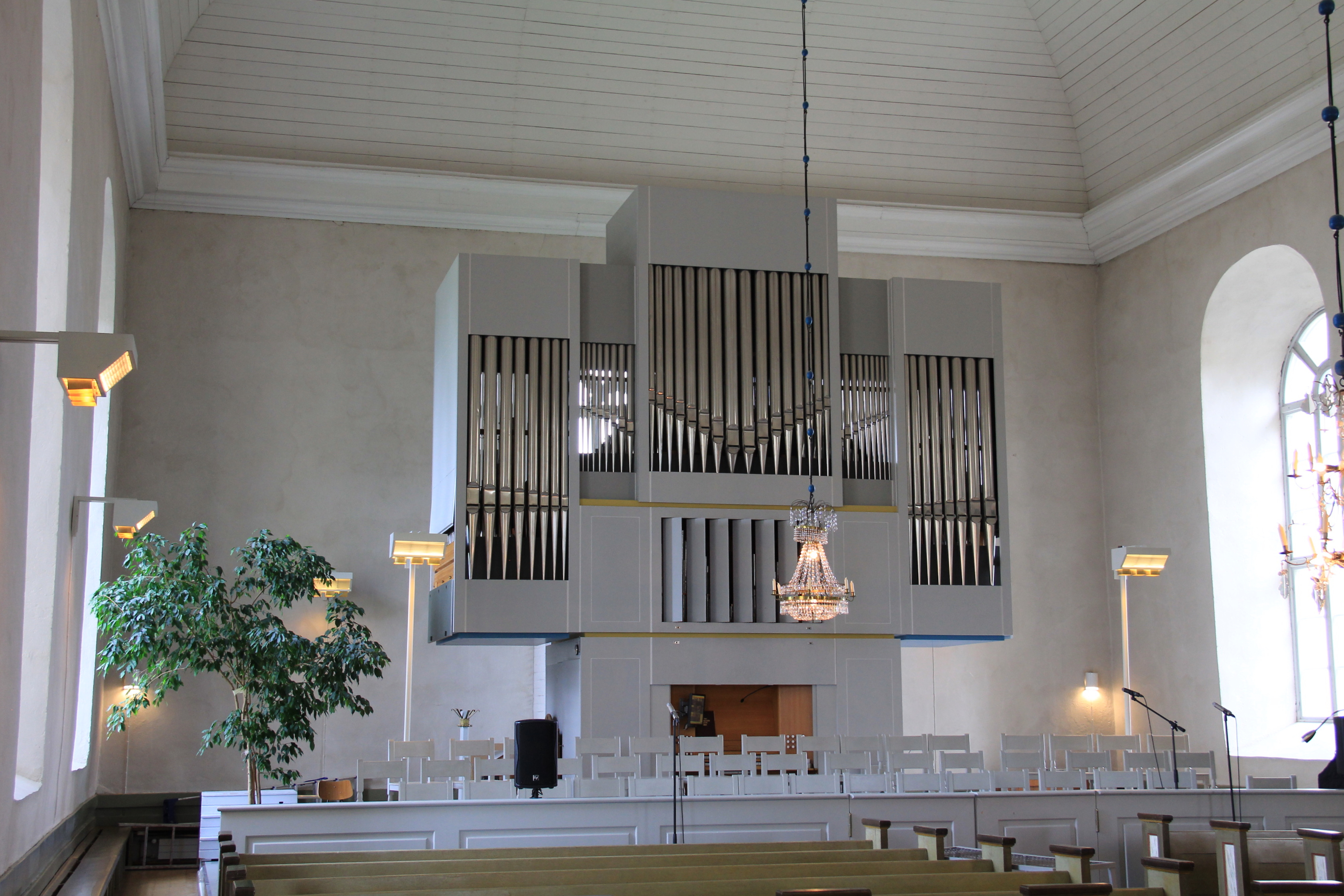